# わたしってブスだったの?
『わたしってブスだったの?』は、1993年4月16日から7月2日まで毎週金曜日22:00 - 22:54に、TBS系の「金曜ドラマ」枠で放送された日本のテレビドラマ。全12回。主演は松田聖子。

## キャスト
- 帰山夕子：松田聖子（幼少期：後藤はるか〔第4話〕）
- 横沢玲子：高橋ひとみ
- 戸高竜也：西島秀俊
- 真鍋克彦：長谷川初範（第1話 - 第3話・第7話・第8話・最終話）
- 荻原さとみ：星遙子
- 泉田七子：大寶智子
- 今村知恵：網浜直子（第5話・第6話・第9話 - 最終話）
- 三宅悟：水島新太郎（第1話 - 第3話・第5話・第6話・第8話・第9話・第11話・最終話）
- 小柳徹：佐久間哲
- 板倉瑠美：駒木なおみ（第1話 - 第8話・第10話 - 最終話）
- 島口ともよ：上原まみ（第1話 - 第8話・第10話 - 最終話）
- 森本麻紀：彩裕季（第1話 - 第8話・第10話 - 最終話）
- 太田晃：愛川周平（第1話 - 第8話・第10話 - 最終話）
- 永岡祐司：浜田東一郎（第1話・第2話・第4話・第8話・第9話）
- 瀬尾彩香：高松いく（第1話・第2話・第4話・第6話 - 最終話）
- バーテン：島村真弘（第1話・第3話 - 第7話・第9話・第10話）
- 柏原昌人：長塚京三（第6話 - 第9話・最終話）
- 帰山尚道：石橋蓮司
- 横沢徳明：坂本長利（第2話 - 第4話・第6話・第7話）
- 関根編集長：大林丈史（第6話・第9話 - 最終話）
- 瀬尾美津子：高木美保
- 瀬尾弘之：時任三郎
- エキストラ
  - エンゼルプロ
  - 東京児童劇団（第1話）
  - 劇団若草（第1話・第4話）
  - 劇団東俳（第1話）
  - 劇団あの（第1話・第2話・第4話・第6話 - 最終話）
  - 山形県川西町のみなさん（第2話）
  - 稲川素子事務所（第3話・第6話・第8話・第10話・最終話）

### ゲスト
第1話「夕子、無敵ッ!」
- カメラマン：山岸伸（第2話）
- 佐藤真弓：櫻井淳子（第2話）
- 管理人：江藤漢
- 田嶋甚吉、小泉雄司、岡博之、森下哲夫、飯田ミカ（第3話）、鈴木真由美

第2話「なまいき」
- 千波丈太郎、伊藤康二（第3話）、天城達志（第3話）、小林アキショー（第3話）、野村洋行、山口あきこ、斉藤麻里、浅賀充子

第3話「風に向かって」
- 江見俊太郎、永田耕一、高山千草、マリル・ハウシャン、ケーシー・アルタンカラ、エブリン・タンセコ（第4話）、阿部桂子（第4話・第5話）

第4話「だまされても」
- 店長：石倉三郎
- 芹澤名人、八木橋修、南英二、佐藤淳、吉本選江、浅川剣介、浅野桃里、風間由美

第5話「女王様」
- 西部拓

第6話「起つ!」
- 大島蓉子（第7話・最終話）、貴紫市子、野沢由香理、石見栄英、白岩久尚、間壁裕美（第7話）、高城剛、黒川流

第7話「挑む女」
- 増田英治、レックス・アンヘレス

第8話「噛む女」
- 井沢明子（第9話）、守安凉、楠見尚己、咲野俊介、今村恵理、ジュン・オルディズ

第9話「悪女v.s.悪女」
- 成田次穂、高土新太郎

第10話「大切なあなた」
- ジーナ・カタオ

最終話「ブスは負けない」
- 秋山見学者、辻靖美、柳沢紀男、春延朋也、渡辺かおり

## テーマ曲
主題歌
- 「大切なあなた」松田聖子

挿入歌
- 「そして夜を抱きしめて」時任三郎
- 「愛するほどに…」アラン・リード

## スタッフ
- 原作・脚本：大石静
- プロデュース：飯島敏宏、大谷弘、浜井誠
- 演出：山田髙道、鈴木利正、松本健、根本実樹
- 制作：木下プロダクション、TBS

## 放送日程
| 各話     | 放送日        | サブタイトル   | 演出     |
| -------- | ------------- | -------------- | -------- |
| 第一回   | 1993年4月16日 | 夕子、無敵ッ！ | 山田髙道 |
| 第二回   | 1993年4月23日 | なまいき       | 山田髙道 |
| 第三回   | 1993年4月30日 | 風に向かって   | 鈴木利正 |
| 第四回   | 1993年5月7日  | だまされても   | 鈴木利正 |
| 第五回   | 1993年5月14日 | 女王様         | 松本健   |
| 第六回   | 1993年5月21日 | 起つ！         | 松本健   |
| 第七回   | 1993年5月28日 | 挑む女         | 山田髙道 |
| 第八回   | 1993年6月4日  | 噛む女         | 根本実樹 |
| 第九回   | 1993年6月11日 | 悪女v.s.悪女   | 松本健   |
| 第十回   | 1993年6月18日 | 大切なあなた   | 根本実樹 |
| 第十一回 | 1993年6月25日 | 愛に渇いて     | 鈴木利正 |
| 最終回   | 1993年7月2日  | ブスは負けない | 山田髙道 |